# Sonoya Mizuno
Sonoya Mizuno (みずの・そのや) (みずの・そのや) là một diễn viên, người mẫu, vũ công ba lê gốc Nhật.
Cô được biết đến nhiều nhất với việc hợp tác cùng đạo diễn Alex Garland trong bộ phim Ex Machina, Annihilation năm 2015 và sắp tới là bộ phim truyền hình ngắn Maniac. Cô cũng là một diễn viên phụ trong các phim La La Land, Beauty and the Beast, và gần đây nhất là bộ phim hài lãng mạn Crazy Rich Asians.

## Đầu đời
Sinh ra ở Tokyo, Mizuno đã lớn lên ở Somerset, Anh. Cha cô là người Nhật, và mẹ cô là một người có nửa gốc Anh và gốc Argentina . Cô ấy tốt nghiệp từ trường Ba lê Hoàng gia trước khi làm việc cho một  số công ty múa ba lê bao gồm cả Semperoper Ballet ở Dresden, Ballet Ireland, New English Ballet Theatre và Scotland Ballet.

## Sự nghiệp
Cô bắt đầu làm người mẫu ở tuổi 20 với Profile Models ở London và đã làm người mẫu cho Chanel, Alexander McQueen, Saint Laurent và Louis Vuitton. Trong năm 2014 Mizuno xuất hiện trong chỗ làm việc Arthur Pita của nhà hát múa The World's Greatest Show ở Greenwich Dance và nhà hát Opera Hoàng gia.
Mizuno đã lần đầu tiên xuất hiện với vai trò là diễn viên chính trong phim khoa học giả tưởng Ex Machina của Alex Garland trong năm 2015. Cô xuất hiện trong các bộ phim nhảy khác như High Strung, đạo diễn bởi Michael Damian và phát hành vào năm 2016. Vào năm 2016, cô ấy là vũ công bổi bật trong video ca nhạc "Wide Open" bởi The Chemical Brothers và Beck.
Trong tháng tám năm 2016, cô xuất hiện trong video ca nhạc "Nikes" của Frank Ocean . Vào năm 2016 Mizuno đóng vai Caitlin trong phim La La Land một trong ba người bạn cùng phòng của Mia (Emma Stone).
Trong năm 2017, Mizuno xuất hiện trong vai trò là vai diễn khách mời trong buổi ra mắt của bộ phim Beauty and the Beast của Disney, và tham gia diễn xuất cho Warner Bros.

## Phim
| Năm  | Phim                  | Vai trò          | Chú thích   |
| ---- | --------------------- | ---------------- | ----------- |
| 2012 | Venus in Eros         | Forest Guard     | Phim ra mắt |
| 2014 | Ex Machina            | Kyoko            |             |
| 2016 | High Strung           | Jazzy            |             |
| 2016 | Alleycats             | Suzie            |             |
| 2016 | La La Land            | Caitlin          |             |
| 2017 | Người đẹp và quái vật | Debutante        |             |
| 2018 | Vùng hủy diệt         | Katie / Humanoid |             |
| 2018 | Crazy Rich Asians     | Araminta Lee     |             |
| 2018 | Ambition              | Sarah            | Sản xuất    |
| 2018 | The Domestics         | Betsy            |             |
| 2024 | Ngày tàn của đế quốc  | Anya             |             |

## Truyền hình
| Năm  | Phim                | Vai trò    | Chú thích                |
| ---- | ------------------- | ---------- | ------------------------ |
| 2018 | Maniac              | Dr. Fujita | Miniseries               |
| 2019 | Devs                | Lily Chan  | Filming; Miniseries      |
| 2022 | House of the Dragon | Mysaria    | Phim truyền hình dài tập |